# Grayson Allen
Grayson James Allen (* 8. října 1995 Jacksonville) je americký profesionální basketbalový hráč, který v roce 2024 hraje za tým Phoenix Suns z Národní basketbalové asociace (NBA). Po čtyři roky hrál univerzitní basketbal za Dukeovu univerzitu a svému týmu v roce 2015 pomohl vyhrát národní šampionát. Často je nazýván jedním z nejlepších basketbalistů Dukeovy university minulého desetiletí. V roce 2018 byl Allen při rekrutování NBA  vybrán jako celkově 21. týmem Utah Jazz, za nějž pak nastupoval jednu sezónu, než byl v červenci 2019 vyměněn do celku Memphis Grizzlies. V srpnu 2021 byl Allen znovu vyměněn, tentokráte do Milwaukee Bucks, za něž pak hrál dvě sezóny. V září 2023 opět měnil tým s a přestoupil do Phoenix Suns.

## Profesionální kariéra

### Utah Jazz (2018–2019)

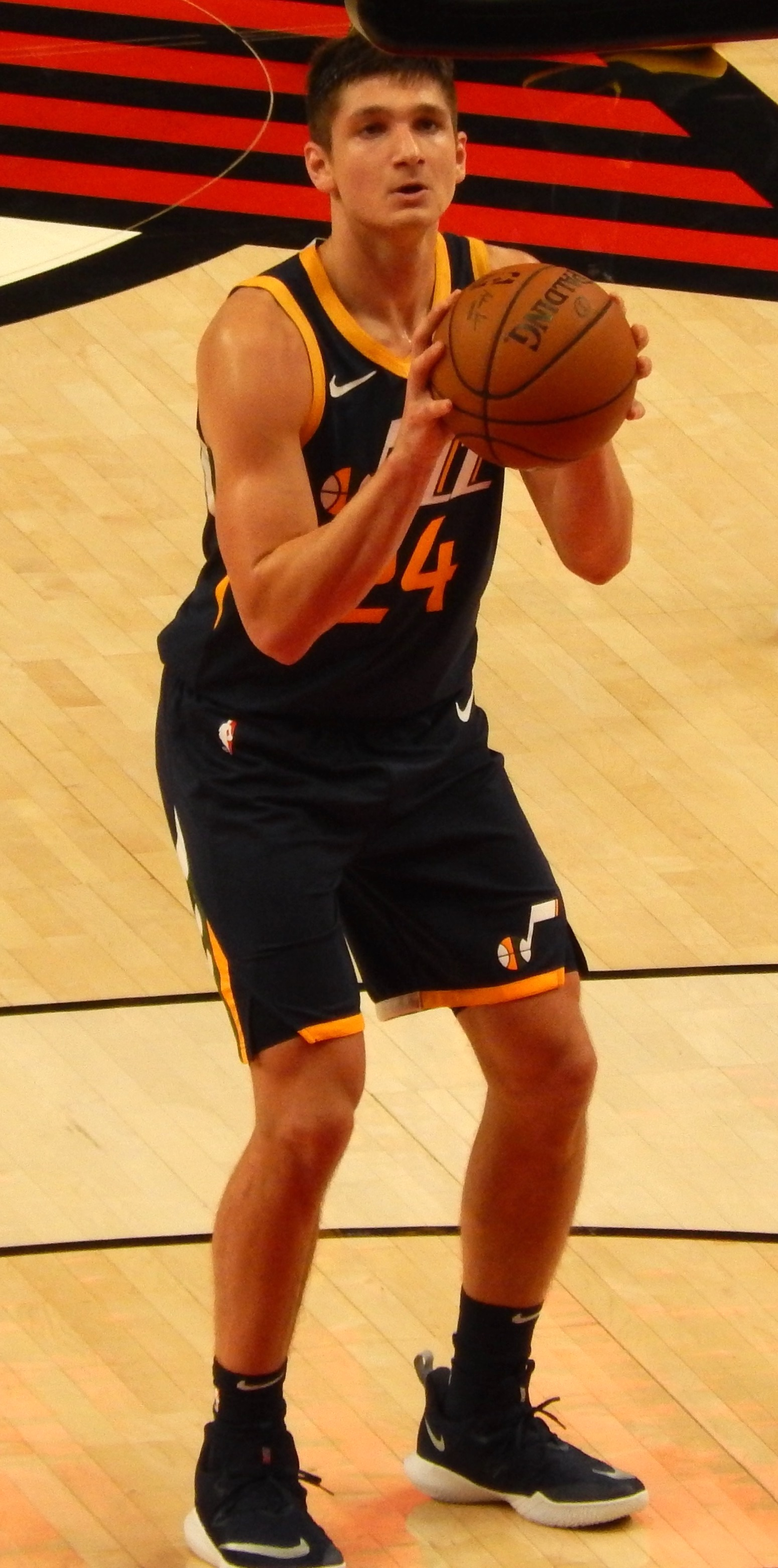
Allen s Utah Jazz v roce 2018

Dne 21. června 2018 byl Allen draftován jako celkově 21. týmem Utah Jazz. Vbrzku, 2. července, Allen s Jazz podepsal čtyřletou smlouvu pro nováčky. V NBA debutoval 22. října proti týmu Memphis Grizzlies. V zápase odehrál 11 minut a zajistil svému týmu 7 bodů. Dne 10. dubna 2019 Allen zaznamenal své dosavadní kariérní maximum 40 bodů za sedm doskoků, čtyři asistence, zisk míče a blok, avšak ani jeho výkon nezabránil týmu Utah Jazz v zápase s Los Angeles Clippers porážce 137:143 po prodloužení.

### Memphis Grizzlies (2019–2021)
Dne 6. července 2019 byl Allen vyměněn spolu se svými spoluhráči Jae Crowderem a Kylem Korverem, draftovacími právy na Dariuse Bazleyho a budoucím výběrem v prvním kole draftu NBA do Memphis Grizzlies výměnou za Mikea Conleyho. V novém týmu debutoval 23. října v zápase proti Miami Heats, kdy zaznamenal pět bodů, dvě asistence a jeden doskok. Grizzlies tento zápas prohráli 101:120. O týden později (29. října) Allen v utkání s Los Angeles Lakers (91:120) získal dva míče, což představovalo jeho sezónní maximum. Dne 4. prosince si připsal sezonní maximum sedmi doskoků při prohře 99:106 s Chicago Bulls.
Následující rok (2020) nastoupil 5. srpna Allen do zápasu se svým předchozím zaměstnavatelem Utah Jazz. Zápas Memphis Grizzly prohráli v poměru 115:124 A Allen za 26 minut pobytu na hřišti pomohl svému týmu 20 body, šesti tříbodovými koši spolu se dvěma doskoky a jednou asistencí. Tento bodový součet vyrovnal o čtyři dny později (9. srpna), kdy si připsal čtyři doskoky a jednu asistenci při prohře 99:108 s Toronto Raptors.
V závěru roku, 16. prosince 2020, Memphis oznámil, že uplatnil týmovou opci na Allena pro sezónu 2021/2022. V této sezóně debutoval 23. prosince, kdy zaznamenal šest bodů, dva doskoky a pět asistencí při prohře 119:131 se San Antonio Spurs. Dne 27. března 2021 Allen zaznamenal čtyři zisky míče, kdy Grizzlies prohráli s Utah Jazz 110:126. Dne 7. dubna zaznamenal sezónní maximum 30 bodů spolu se čtyřmi doskoky a třemi asistencemi při výhře 131:113 nad Atlanta Hawks. Dne 5. května utrpěl zranění břicha při výhře 139:135 nad Minnesota Timberwolves. Kvůli zranění musel vynechat posledních sedm zápasů sezóny v základní části, ale vrátil se na vyřazovací část sezóny. Dne 29. května proti svému bývalému týmu Jazz zaznamenal Allen dosavadní kariérní maximum 17 bodů za 29 minut své hrací doby. To byl jeho jediný dvouciferný bodový výkon v playoff sezóny NBA 2021/2022. Grizzlies nakonec sérii prohráli v pěti zápasech 1–4, a vypadli tak v prvním kole play-off.

### Milwaukee Bucks (2021–2023)
Dne 7. srpna 2021 byl Allen vyměněn do Milwaukee Bucks za Sama Merrilla a dvě budoucí volby v druhém kole draftu. Generální manažer Bucks Jon Horst to komentoval slovy: „Grayson je talentovaný rozehrávač... Jeho tříbodová střelba, energie, tvrdost a basketbalové IQ z něj dělají skvělý doplněk, a jsme nadšeni, že ho můžeme přivítat v Milwaukee.“ Dne 18. října Allen podepsal s Bucks smlouvu na dva roky. Následující den za tým debutoval. Zaznamenal 10 bodů, 6 asistencí a 4 doskoky ve výhře nad Brooklyn Nets.
Dne 21. ledna 2022, během zápasu proti Chicago Bulls, Allen fauloval soupeřícího rozehrávače Alexe Carusa, po kterém byl vyloučen ze hry. Trenér Bulls Billy Donovan Allena po zápase veřejně odsoudil, citoval Allenovu historii nebezpečných her a prohlásil, že „mohl ukončit Carusovu kariéru.“ Caruso utrpěl zlomeninu pravého zápěstí, která ho vyřadila na šest až osm týdnů. Dne 23. ledna byl Grayson suspendován na jeden zápas NBA.
Dne 22. dubna 2022 během třetího zápasu prvního kola play-off zaznamenal Allen své dosavadní kariérní maximum v playoff, když svému týmu přispěl 22 body za výhru 111:81 nad Chicago Bulls. O dva dny později tento součet překonal výkonem 27 bodů včetně tří zisků míče ve čtvrtém zápase série, kdy Bucks zvítězili 119:95.
Dne 4. ledna 2023 Allen zaznamenal 16 bodů včetně vítězné tříbodové střely při výhře 104:101 v prodloužení nad Toronto Raptors.

### Phoenix Suns (2023–současnost)
Dne 27. září 2023 byl Allen spolu s hráči Portland Trail Blazers Jusufem Nurkićem, Nassirem Littlem a Keonem Johnsonem vyměněn do Phoenix Suns jako součást výměn tří týmů, která poslala Damiana Lillarda do Milwaukee Bucks a Jrue Holiday, Deandre Ayton, Toumani Camara a výběr v prvním kole draftu v roce 2029 do Portland Trail Blazers. Dne 6. listopadu Allen zaznamenal sezónní maximum 26 bodů již jako součást základní sestavy Suns při těsné výhře 116:115 v prodloužení nad Chicago Bulls. Na Štědrý den 2023 Allen dosáhl nového maxima sezóny s 32 body v prohře s Dallas Mavericks. Po Novém roce, 5. ledna 2024, Allen přispěl 31 body a novým tříbodovým maximem v kariéře, kdy proměnil 9 ze svých 14 tříbodových pokusů během vítězství 113:97 nad Miami Heat.

## Osobní život
Se svou manželkou Morgan Reid se Allen seznámil, když oba studovali na Dukeově univerzitě. Reid byla hráčkou univerzitního fotbalového týmu. Fotbal hraje profesionálně dodnes. Pár se zasnoubil v únoru 2022 a vzal se 23. července 2022.